# Leif Skagnæs
Leif Skagnæs, né le 20 novembre 1903 à Norderhov et mort le 1er juillet 1955, est un ancien spécialiste norvégien du combiné nordique.

## Résultats

### Jeux olympiques
- Il a remporté la patrouille militaire aux Jeux olympiques de 1928 (épreuve de démonstration).

### Championnats du monde de ski nordique
- Championnats du monde de ski nordique 1930 à Oslo 
  -  Médaille d'argent